# Els Setze Jutges
Els Setze Jutges („Die Sechzehn Richter“) waren eine Gruppe von Liedermachern in katalanischer Sprache. Sie wurde 1961 durch Miquel Porter, Remei Margarit und Josep Maria Espinàs gegründet. Der Name entstammt einem im katalanischen Sprachraum sehr populären Zungenbrecher („setze jutges d’un jutjat mengen fetge d’un penjat“, wörtlich übersetzt: „Sechzehn Richter eines Gerichts essen Leber eines Gehenkten“).
Katalonien, das Baskenland und Galicien sind historische Regionen und unterscheiden sich vom restlichen Spanien durch eine jeweils eigenständige Kultur, Geschichte und Sprache. Dem hatte die Zweite Spanische Republik 1931 Rechnung getragen und diesen Regionen eine weitgehende Autonomie zugestanden. Mit dem Ende des Bürgerkrieges 1939 löste General Franco alle Institutionen der Republik auf und errichtete eine Diktatur, die bis zu seinem Tod 1975 anhielt. Die Abschaffung der Demokratie und der Autonomien führte auch zur Unterdrückung von allem, was nicht einer gesamtspanischen Identität diente. Die katalanische Sprache und Kultur konnte von da an nur noch im Verborgenen überleben.
In diesem repressiven Umfeld schlossen sich 1961 einige katalanische Künstler und Intellektuelle zusammen mit dem Anspruch, kulturellen Widerstand zu leisten. Eine der ersten heimlichen Auftritte wurde folgendermaßen angekündigt:

„Sessió extraordinària dedicada a la Poesia de la Nova Cançó. Interpretaran cançons pròpies, traduccions catalanes de G. Brassens i de „Porgy and Bess“.“

„Sondervorstellung zur Poesie des Neuen Liedes. Es werden eigene Lieder, katalanische Übersetzungen von G. Brassens und aus „Porgy and Bess“ vorgetragen.“

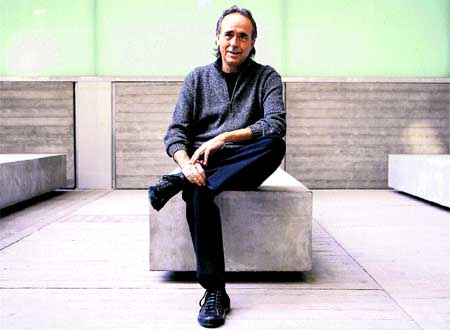
Joan Manuel Serrat.

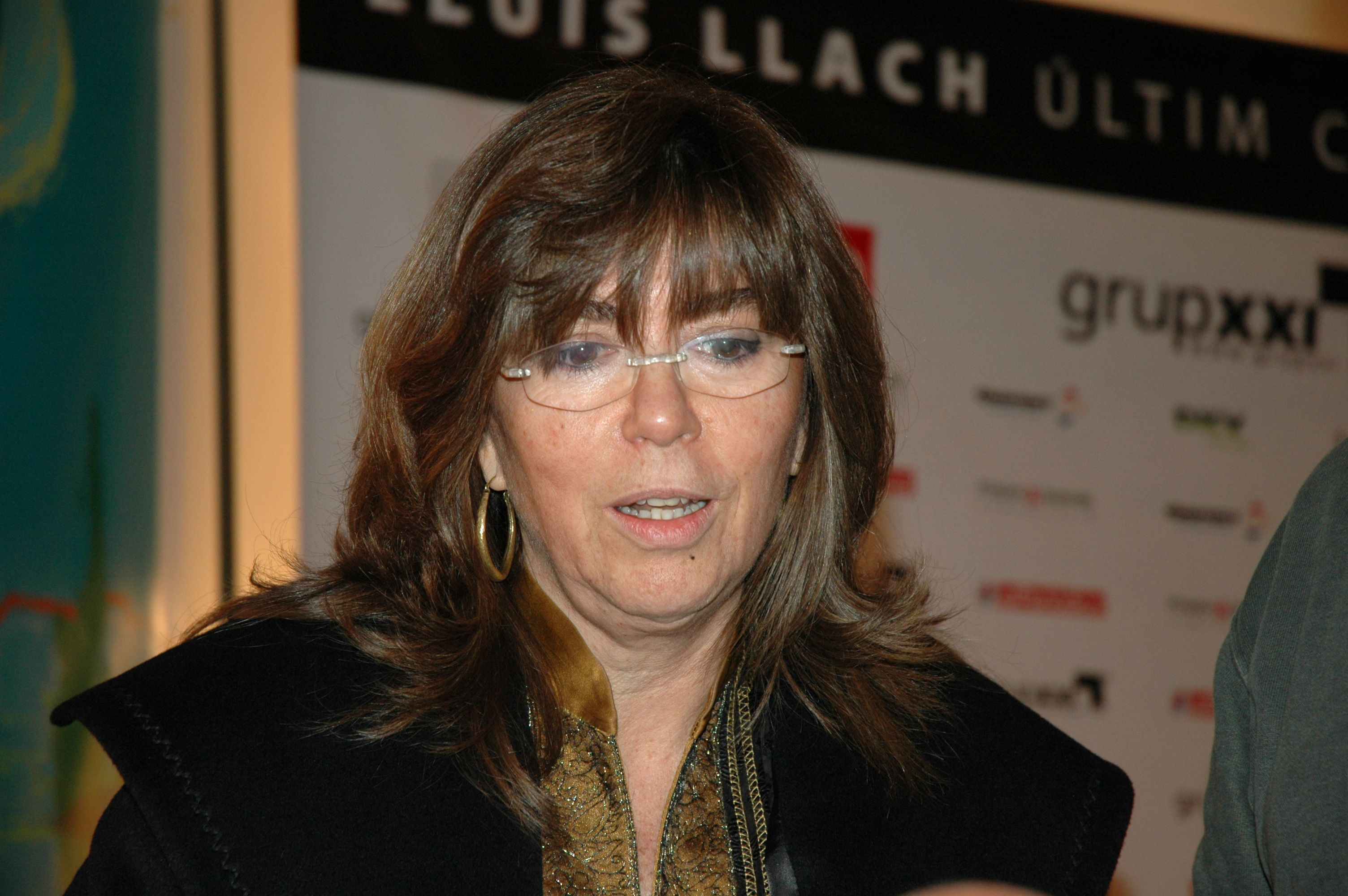
Maria del Mar Bonet i Verdaguer

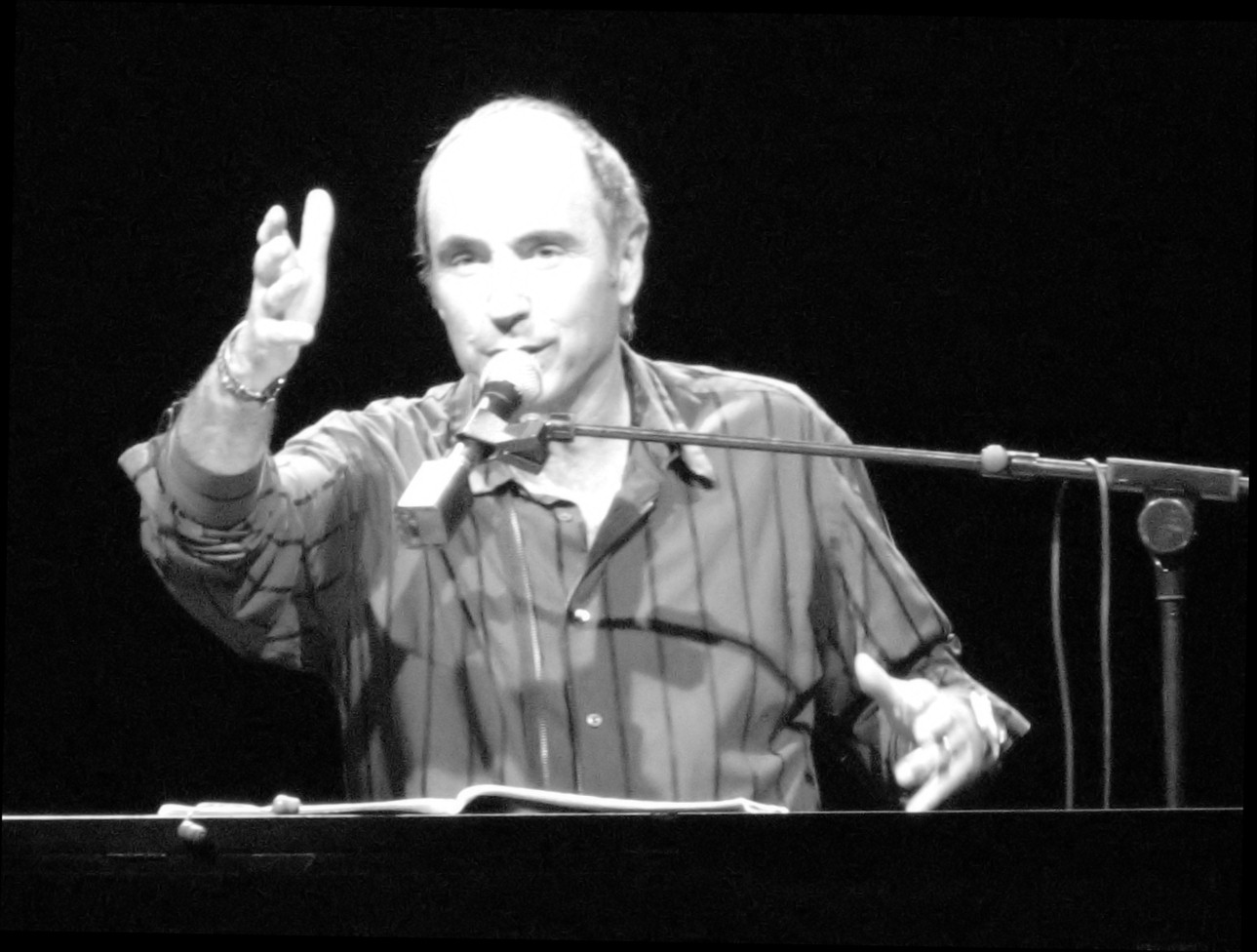
Lluís Llach im November 2006

Damit war der Begriff Nova Cançó („Das Neue Lied“) geprägt. Die Begründer der Nova Cançó nannten sich selbst „Els Setze Jutges“. Dieser selbst für Katalanischsprachige nur schwer und für Nicht-Katalanen nahezu unmöglich auszusprechende Name wurde bewusst als Provokation gewählt gegen die offizielle Kultur des Franquismus. Das künstlerische Programm bestand darin, den Gebrauch der katalanischen Sprache in der modernen Musik voranzutreiben. Neben eigenen Kompositionen trugen sie hauptsächlich Lieder von französischen Chansonniers vor, insbesondere von Georges Brassens. Neben den drei Gründern traten der Gruppe in der Folgezeit bis zu ihrer Komplettierung auf 16 Richter weitere Künstler in folgender Reihenfolge bei:
1. Miquel Porter (1961)
2. Remei Margarit (1961)
3. Josep Maria Espinàs (1961)
4. Delfí Abella (1962)
5. Francesc Pi de la Serra (1962)
6. Enric Barbat (1963)
7. Xavier Elies (1963)
8. Guillermina Motta (1963)
9. Maria del Carme Girau (1964)
10. Martí Llauradó (1964)
11. Joan Ramon Bonet (1964)
12. Maria Amèlia Pedrerol (1964)
13. Joan Manuel Serrat (1965)
14. Maria del Mar Bonet (1966)
15. Rafael Subirachs (1966)
16. Lluís Llach (1966)

Auch der valencianische Liedermacher Raimon war zu Beginn seiner Karriere mit den Setze Jutges verbunden.
Im gleichen Maße, wie die Diktatur durch Vergreisung des Diktators an Macht verlor, professionalisierte sich die Bewegung der Nova Cançó. Der progressive Geist der frühen Jahre ließ allmählich nach und diejenigen Mitglieder der Setze Jutges, die keine professionellen Ambitionen hegten, verließen nach und nach die Gruppe, bis sie sich dann schließlich 1969 unspektakulär selbst auflöste.
Von den sechzehn Jutges schlugen Francesc Pi de la Serra, Guillermina Motta, Joan Manuel Serrat, Maria del Mar Bonet, Lluís Llach und Rafael Subirachs eine professionelle Musiklaufbahn ein, die anderen Mitglieder wie beispielsweise Maria del Carme Girau, Maria Amèlia Pedrerol oder Xavier Elies gingen wieder ihren bürgerlichen Berufen nach. 
Am 13. April 2007 erhielt die Künstlergruppe die Ehrenmedaille des Parlaments von Katalonien für ihre Verdienste für die katalanische Kultur und Sprache während der Diktatur. Bei Überreichung der Ehrung kritisierte Maria del Mar Bonet die späte Anerkennung, da inzwischen mit Miquel Porter und Delfí Abella bereits zwei der sechzehn Mitglieder verstorben waren.